# Suburbicair bisdom Sabina-Poggio Mirteto
Het Bisdom Sabina-Poggio Mirteto (Latijn: Dioecesis Sabinensis-Mandelensis, Italiaans: Sede suburbicaria di Sabina-Poggio Mirteto) is een suburbicair bisdom nabij Rome. Het bisdom Sabina bestaat sinds de vijfde eeuw. In 1841 werd het bisdom Poggio Mirteto opgericht. Beide bisdommen werden in 1925 samengevoegd. De zetel van dit bisdom staat in Poggio Mirteto.
De huidige kardinaal-bisschop van Sabina-Poggio Mirteto is Giovanni Battista Re. Het dagelijks bestuur van het bisdom berust bij een andere bisschop: Ernesto Mandara.

## Statistieken
Het bisdom heeft 172.000 inwoners. Zij worden bediend in 82 parochies. Er zijn 78 priesters in het bisdom actief.

## Kardinaal-bisschoppen van Sabina-Poggio Mirteto sinds de twintigste eeuw
| Periode episcopaat | Naam bisschop               |
| ------------------ | --------------------------- |
| 1905–1911          | Francesco di Paola Cassetta |
| 1911–1928          | Gaetano de Lai              |
| 1928–1939          | Donato Raffaele Sbarretti   |
| 1928–1939          | Enrico Sibilia              |
| 1949–1957          | Adeodato Giovanni Piazza    |
| 1958–1961          | Marcello Mimmi              |
| 1961–1973          | Giuseppe Antonio Ferretto   |
| 1974-1983          | Antonio Samoré              |
| 1984–1995          | Agnelo Rossi                |
| 1995–1998          | Eduardo Francisco Pironio   |
| 1998–2002          | Lucas Moreira Neves         |
| 2002-heden         | Giovanni Battista Re        |

## Kardinaal-bisschoppen van Sabina-Poggio Mirteto die paus werden
| Periode episcopaat | Naam bisschop          | (latere) pausnaam |
| ------------------ | ---------------------- | ----------------- |
| 1479-1483          | Giuliano della Rovere  | paus Julius II    |
| 1523-1524          | Alessandro Farnese     | paus Paulus III   |
| 1523-1524          | Giovanni Pietro Carafa | paus Paulus IV    |